# Quận Zapata, Texas
Quận Zapata (tiếng Anh: Zapata County) là một quận trong tiểu bang Texas, Hoa Kỳ. Quận lỵ đóng ở thành phố Zapata. Theo kết quả điều tra dân số năm  2000 của Cục điều tra dân số Hoa Kỳ, quận có dân số 12.182 người.

## Thông tin nhân khẩu
Theo điều tra dân số 2 năm 2000, đã có 12.182 người, 3.921 hộ, và 3.164 gia đình sống trong quận. Zapata County được ước tính nhanh nhất thứ mười một quận đang phát triển (15,8%) trong tiểu bang Texas từ năm 2000 (dựa trên% dân số thay đổi). Mật độ dân số là 12 người cho mỗi dặm vuông (5/km ²). Có 6.167 đơn vị nhà ở với mật độ trung bình là 6 mỗi dặm vuông (2/km ²). Cơ cấu dân tộc của dân cư trong quận gồm 84,07% người da trắng, 0,41% da đen hay Mỹ gốc Phi, 0,32% người Mỹ bản xứ, 0,19% người châu Á, 0,04% người đảo Thái Bình Dương, 12,64% từ các chủng tộc khác, và 2,33% từ hai hoặc nhiều chủng tộc. 84,78% dân số là người Hispanic hay Latino thuộc chủng tộc nào.
Có 3.921 hộ, trong đó 43,20% có trẻ em dưới 18 tuổi sống chung với họ, 64,20% là các cặp vợ chồng sống với nhau, 13,00% có chủ hộ là nữ không có mặt chồng, và 19,30% là không lập gia đình. 17,50% của tất cả các hộ gia đình đã được tạo thành từ các cá nhân và 10,30% có người sống một mình 65 tuổi trở lên đã được người. Bình quân mỗi hộ là 3,10 và cỡ gia đình trung bình là 3,52.
Trong quận, độ tuổi với 33,00% ở độ tuổi dưới 18, 10,00% 18-24, 24,10% 25-44, 18,60% 45-64, và 14,30% người 65 tuổi trở lên. Tuổi trung bình là 31 năm. Cứ mỗi 100 nữ có 96,80 nam giới. Cứ mỗi 100 nữ 18 tuổi trở lên, đã có 93,70 nam giới.
Thu nhập trung bình cho một hộ gia đình trong quận đã được $ 24.635, và thu nhập trung bình cho một gia đình là $ 26,722. Nam giới có thu nhập trung bình $ 26.294 so với 14.579 $ cho phái nữ. Thu nhập trên đầu cho các quận được $ 10,486. Giới 29,30% gia đình và 35,80% dân số sống dưới mức nghèo khổ, trong đó có 46,10% những người dưới 18 tuổi và 21,30% có độ tuổi từ 65 trở lên.